# Dikoleps pruinosa
Dikoleps pruinosa é uma espécie de molusco pertencente à família Skeneidae.
A autoridade científica da espécie é Chaster, tendo sido descrita no ano de 1896.
Trata-se de uma espécie presente no território português, incluindo a zona económica exclusiva.